# Luapulafloden
Luapulafloden är ett källflöde till Kongofloden som rinner från Bangweulusjön till Mwerusjön. Den bildar gräns mellan länderna Zambia och Kongo-Kinshasa.
Floden rinner från Bangweulusjön och söderut genom Bangweuluträsken i ett förgrenat och meandrande lopp. Luapulas lopp blir därefter brantare och bildar vattenfallen Mambatutafallen och Mambilimafallen. Landskapet blir åter plattare med mangoträd och kassavaåkrar. De sista 150 kilometrarna av Luapulafloden består av våtmarker, träsk och laguner.

## Transport
Den nedre floden mellan Kasenga och Kilwa vid Mweru är nu den enda sträckan av floden som klarar mycket båttransport och det mesta är nu för DR Kongo, där vägarna ofta är oframkomliga. Fram till slutet av 1940-talet var övre Luapula från Kapalala till Bangweulusjön och Chambeshifloden en av de viktigaste sträckorna för flodtransporter i dåvarande Nordrhodesia. Gods transporterades på väg från närmaste järnvägsstation vid Sakania 10 kilometer norr om Ndola till Kapalala för att lastas på stockbåtar och andra små båtar. Under första världskriget användes en flotta av 1885 sådana farkoster för att transportera materiel till Chambeshi varifrån den gick på en militärväg till Mbala för den östafrikanska kampanjen. Tyvärr kvävde den flytande papyrusen och annan vegetation ofta de floder genom Bangweulu-träsken som förenade sig med sjön, Luapulafloden och Chambeshifloden, vilket gjorde det svårt att använda större motorbåtar.

## Hydrometri
Flödeshastigheten för Luapula mättes vid Kashiba-mätaren, nästan 150 km från mynningen, mellan 1963 och 1992 i m³/s.